# Johannes Heinrich Ziese

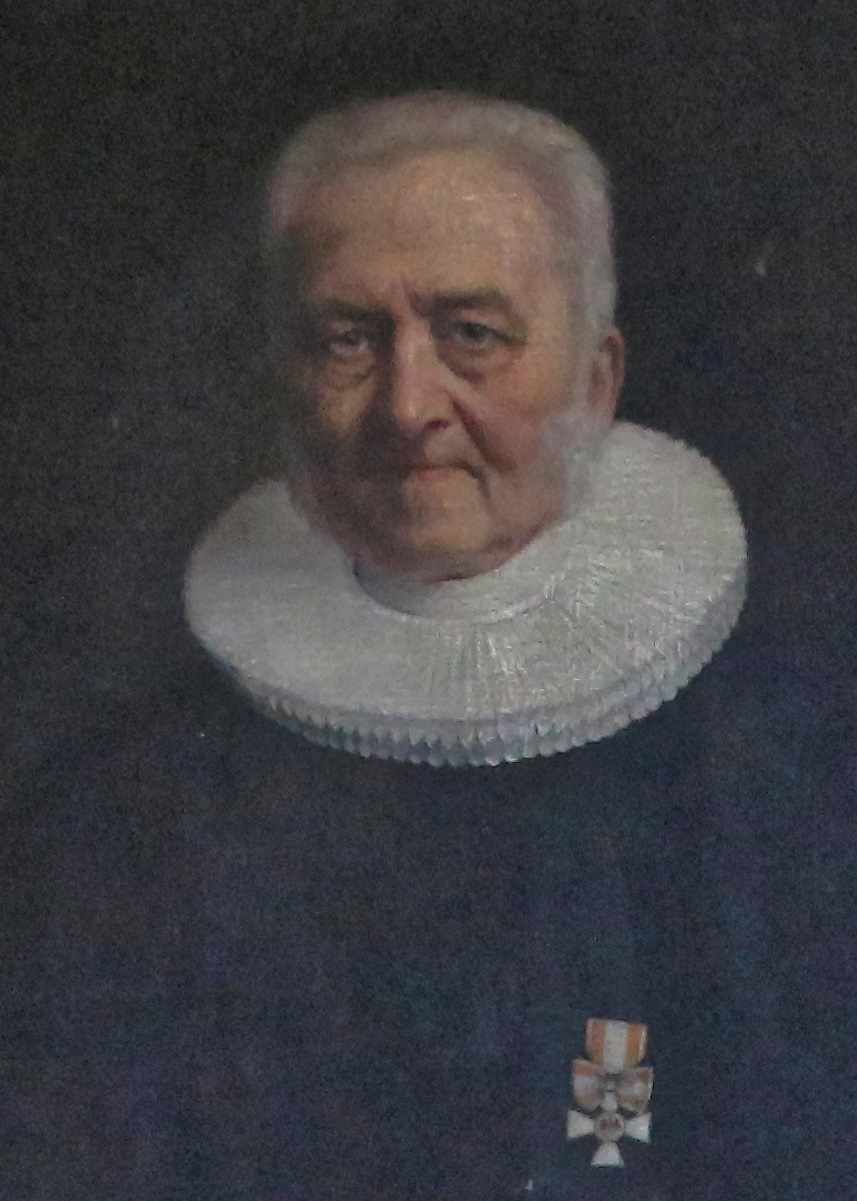
Johannes Heinrich Ziese, Pastorenbild in der Dreifaltigkeitskirche (Schleswig)

Johannes Heinrich Ziese (* 4. November 1820 in Dänisch Nienhof, heute Ortsteil von Schwedeneck; † 18. April 1907 in Schleswig) war ein deutscher evangelisch-lutherischer Geistlicher.

## Leben

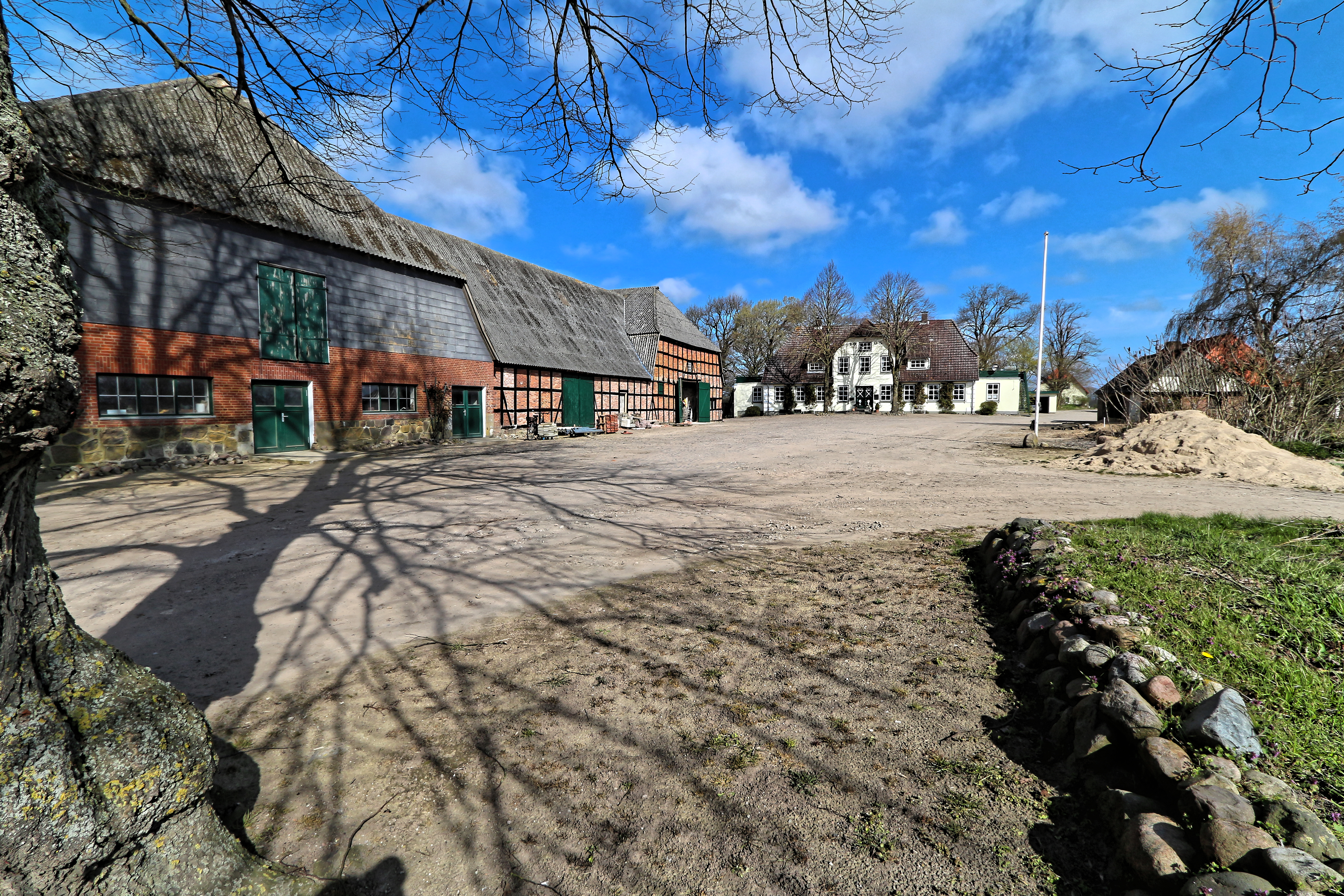
Kieholmhof

Zieses Familie war seit den Napoleonischen Kriegen Besitzer des Kieholmhofs in Kieholm, heute Ortsteil von Hasselberg. Er besuchte die Gelehrtenschule in Husum, die heutige Hermann-Tast-Schule; ab Michaelis 1840 studierte er Evangelische Theologie an der Universität Kiel. 1847 bestand er das Theologische Examen auf Schloss Gottorf. Im Anschluss war er, wie damals üblich, als Hauslehrer tätig, und zwar bei der Familie Graf Brockdorff auf Gut Kletkamp. 1851 erhielt er seine erste Pfarrstelle als Diaconus (2. Pastor) in Itzehoe, und 1858 wurde er Hauptpastor in Krempe.
Im März 1864, nach dem Rückzug der Dänen im Deutsch-Dänischen Krieg, kam er nach Angeln zurück und wurde Pastor der St.-Katharinen-Kirche in Gelting. Am 30. März 1869 wechselte er an die Friedrichsberger Dreifaltigkeitskirche. 1879 wurde er zum Propst der Propstei Schleswig berufen, dessen Sitz damals die Dreifaltigkeitskirche war. Er war Mitglied der Synode der Evangelisch-Lutherischen Landeskirche Schleswig-Holsteins und aktiv im Gustav-Adolf-Werk. Zum 1. Mai 1899 ging er in den Ruhestand.
Ziese vertrat, auch publizistisch, eine konservative, positive Theologie. Das zeigte sich besonders an seinem Engagement gegen die theologischen Ansichten von Michael Baumgarten. Von 1872 bis 1878 war er Redakteur für das Schleswig-Holsteinische Kirchen- und Schulblatt.
In erster Ehe war er verheiratet mit Friederike Louise, geb. Wittrock, die schon 1864 im Alter von 41 Jahren in Gelting starb. Aus dieser Ehe stammten 6 Kinder, die bei ihrem Tod zwischen 9 Jahren und 14 Tagen alt waren. 1866 heiratete er in zweiter Ehe Elisabeth, geb. von Rumohr (* 1826), eine Tochter von Christian August (IV.) von Rumohr auf Gut Rundhof.

## Auszeichnungen
- Roter Adlerorden, 3. Klasse mit der Schleife

## Werke
- Gott mit uns! Predigt in dem für Schleswig-Holsteins Befreiung verordneten Gottesdienste, gehalten am 2. März 1864. Itzehoe: Nusser 1864

Digitalisat, Staats- und Universitätsbibliothek Hamburg
- Nicht Union oder Confession, sondern Union in neuer Confession. Flensburg 1867
- Das Mysterium des heiligen Abendmahls. Flensburg 1869
- Zwei Predigten bei der 25. Hauptversammlung des evangelischen Vereins der Gustav-Adolf-Stiftung in Stettin am 22. und 23. August 1871 gehalten in der Jacobi-Kirche. Leipzig: Selbstverlag der Gustav-Adolf-Stiftung 1871
- Hülfsbüchlein für einen geordneten Unterricht in der christlichen Religion nach dem kleinen lutherischen Katechismus. Schleswig 1876
- Wie ist Gottes Wort wirksam und heilsam zu verkündigen? Eine uralte, aber noch immer aufs neue brennende Frage. Gütersloh: Bertelsmann 1900